# Greigia tillettii
Greigia tillettii är en gräsväxtart som beskrevs av Lyman Bradford Smith och Robert William Read. Greigia tillettii ingår i släktet Greigia och familjen Bromeliaceae. Inga underarter finns listade i Catalogue of Life.